# ホーク・ネルソン
ホーク・ネルソン(英: Hawk Nelson )とは、カナダ,オンタリオ州 ,ピーターボロにて結成されたポップ・パンクバンドである。
新世代クリスチャン・ポップパンクバンドとして、カナダでデビュー。その後、彼らのポップでとびきりキャッチーなサウンドに注目が集まり、アメリカでの人気も獲得した。そして、2008年のグラミー賞にもノミネートされた経験を持っている。

## 現在のメンバー

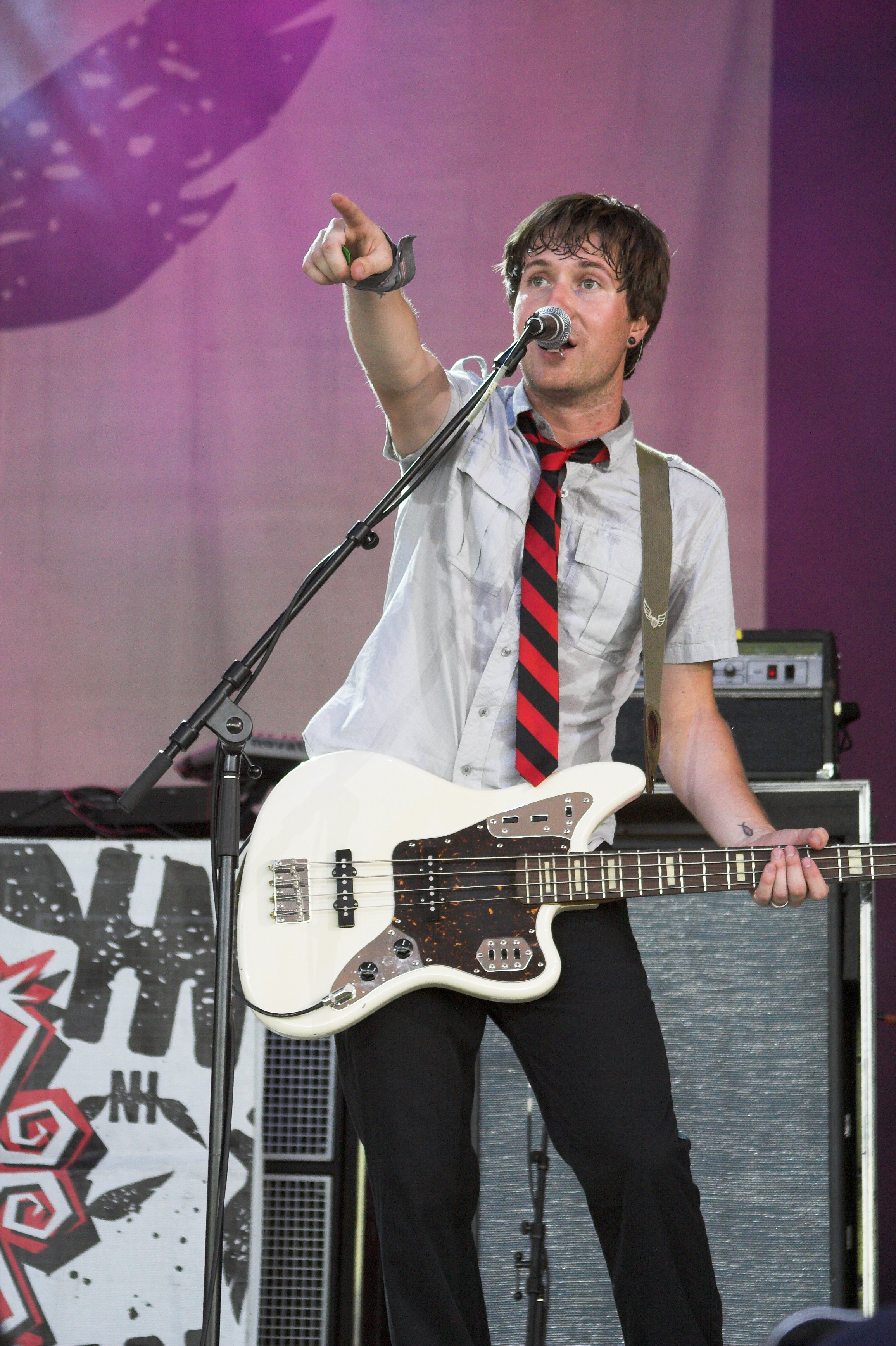
ジョナサン・ステインガード。

- ジョナサン・ステインガード (英: Jonathan Steingard) - ヴォーカル・ギター
- ダニエル・バイロ (英: Daniel Biro) - ベース
- ミカ・カイパー (英: Micah Kuiper) - ギター
- デイビッド・ニアキャリス (英: David Niacaris) - ドラム

### 旧メンバー

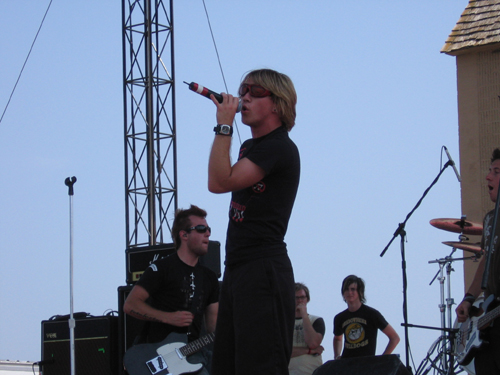
ジェイソン・ダン。

- Dave 'Davin' Clark - ギター (2003-2004)
- Matt 'Matty' Paige - ドラム (2003-2005)
- Gideon Courtney - ドラム (2005)
- Aaron 'Skwid' Tosti - ドラム (2005-2007)
- ジェイソン・ダン (英: Jason Dunn) - ヴォーカル・ピアノ (2002-2012)
- ジャスティン・ベンナー (英: Justin Benner) - ドラム (2008–2014)

## 略歴
ジェイソンを中心に、2003年に結成され、クリスチャンポップ・パンクとしてデビューを飾る。直後に、自主制作EPの制作を行う。すると、人気ヘビィロックバンドのThousand Foot Krutchのヴォーカルの目に止まり、彼らの在籍する大手インディーズレーベルTooth & Nail Recordsとの契約に成功する。
そして、2004年には1stアルバム『Letters to the President』でデビューを飾り、2年後の2006年には、2ndアルバムとなる『Smile, It's the End of the World』をリリースしている。なお、リリースしたアルバムが、いずれも多方面から高い評価を得ており、大手音楽雑誌の「コンテンポラリー・クリスチャン・ミュージック誌」からは、「フェイバレット・ニュー・アーティスト2006」に選ばれている。
2008年には3rdアルバムとなる『Hawk Nelson Is My Friend』をリリースした彼等だが、このアルバムが見事全米アルバムチャートにて初登場34位を記録。そして、グラミー賞の「ベストレコーディング・パッケージ賞」 にノミネートされた。
2009年9月22日、4thアルバム『Live Life Loud』がリリースされ、全米アルバムチャートにて初登場54位を記録した。
2011年2月8日、5thアルバム『Crazy Love』がリリース。全米アルバムチャートにて初登場87位を記録した。この作品は、これまでのアルバムの中でも最もアグレッシブなサウンドとなっている。
2012年3月、ヴォーカルのジェイソンがソロ活動に専念するため脱退、以降ギターのジョナサンがヴォーカルを務めている。12月、レコードレーベル「Fair Trade Services」と契約を交わした。
2013年4月2日、6thアルバム「Made」をリリース。
2015年3月17日、7thアルバム「Diamonds」をリリース。

## ディスコグラフィー

### アルバム
| 発売日        | タイトル                         | レーベル     | チャート最高位 |
| 発売日        | タイトル                         | レーベル     | Billboard 200  |
| ------------- | -------------------------------- | ------------ | -------------- |
| 2004年6月13日 | Letters to the President         | Tooth & Nail | -              |
| 2006年4月4日  | Smile, It's the End of the World | Tooth & Nail | 75             |
| 2008年4月1日  | Hawk Nelson Is My Friend         | BEC          | 34             |
| 2009年9月22日 | Live Life Loud                   | BEC          | 54             |
| 2011年2月8日  | Crazy Love                       | BEC          | 87             |
| 2013年4月2日  | Made                             | Fair Trade   | 192            |
| 2015年3月17日 | Diamonds                         | Fair Trade   | -              |

### シングル
- Letters to the President (2004)
- Zero (2006)
- Friend Like That (2007)
- Live Life Loud (2009)
- The Meaning Of Life (2009)

## アワード
彼らが、これまでにノミネートされた作品は、以下の通り。なお、「ジュノー賞」とは、カナダ最大の音楽受賞祭である。

### グラミー賞
- 2009年「ベストレコーディング・パッケージ賞」ノミネート : Hawk Nelson Is My Friend

### ジュノー賞
- 2007年「コンテンポラリー・クリスチャン/ゴスペルアルバム・オブ・ザ・イヤー」ノミネート : Smile, It's the End of the World